# Papuabusksmyg
Papuabusksmyg (Aethomyias papuensis) är en fågel i familjen taggnäbbar inom ordningen tättingar.

## Utseende och läte
Papuabusksmygen är en liten fågel med brun ovansida och ljusbrun undersida. Den är vidare roströd på vingar och stjärt. Ögat är ljusbrunt till grått. Noterbart är en mörk fläck i vingen med ljust längst in på vingpennorna, beigefärgad ögonring och beige även i pannan. Arten liknar umbrabusksmyg, men är mindre och saknar rostrött i ansiktet. Den påminner även om rostmaskad busksmyg, men ses vanligen på högre höjd och har inte grå hjässa. Sången består av en upprepat gladlynt visslad fras.

## Utbredning och systematik
Papuabusksmyg delas in i tre underarter med följande utbredning:
- meeki – förekommer på västra Nya Guinea (Jayawijayabergen)
- burgersi - förekommer från (Weylandbergen till centrala högländerna och Sepikbergen)
- papuensis – förekommer i bergstrakter i sydöstra Nya Guinea

### Släktestillhörighet
Arten placeras traditionellt i släktet Sericornis, men genetiska studier visar att det inte är monofyletiskt. International Ornithological Congress (IOC) har därför delat upp Sericornis i flera mindre släkten, varvid papuabusksmygen placeras i Aethomyias. Denna linje följs här.

## Levnadssätt
Papuabusksmygen hittas i högt belägna bergsskogar. Där ses den i skogens undervegetation.

## Status och hot
Arten har ett stort utbredningsområde, men tros minska i antal, dock inte tillräckligt kraftigt för att den ska betraktas som hotad. Internationella naturvårdsunionen IUCN listar arten som livskraftig (LC).